# Alkohol pinakolinowy
Alkohol pinakolinowy – organiczny związek chemiczny z grupy alkoholi. Stosowany jest głównie jako półprodukt do otrzymywania somanu. Jest bezbarwną cieczą, trudno rozpuszcza się w wodzie, lepiej w alkoholach. Otrzymywany między innymi przez redukcję acetonu, a następnie przegrupowanie pinakolowe.